# Mieczysław Bieniek
Mieczysław Bieniek (ur. 19 czerwca 1951 w Krapkowicach) – generał Wojska Polskiego w stanie spoczynku, doktor nauk społecznych w dyscyplinie nauki o obronności (2018).

## Życiorys

### Wykształcenie
Absolwent Wyższej Szkoły Oficerskiej Wojsk Zmechanizowanych (1973); studia dyplomowe w ASG (1981); Akademia Wychowania Fizycznego (1990); studia podyplomowe w Królewskiej Akademii Studiów Obronnych w Wielkiej Brytanii (1995); studia zarządzania zasobami obronnymi kraju w Monterey w USA, ponadto szereg kursów w zakresie strategii i obronności. Instruktor spadochronowy klasy mistrzowskiej z ponad 3760 skokami na koncie, posiada uprawnienia instruktora spadochronowego armii amerykańskiej, belgijskiej, tureckiej, brytyjskiej i norweskiej.

### Przebieg służby wojskowej
W 1969 rozpoczął studia wojskowe we Wrocławiu w Wyższej Szkole Oficerskiej Wojsk Zmechanizowanych, które ukończył w 1973 i został mianowany na pierwszy stopień oficerski. W tym samym roku rozpoczął służbę zawodową w 7 batalionie rozpoznawczym w Brzegu 10 Dywizji Pancernej, gdzie był na stanowisku dowódcy plutonu, instruktora spadochronowego oraz dowódcy kompanii specjalnej. Od 1981, po ukończeniu ASG, kontynuował służbę na różnych stanowiskach dowódczych i sztabowych w 6 Brygadzie Desantowo-Szturmowej. W latach 1990–1992 służył w Polskim Kontyngencie Wojskowym Sił Pokojowych UNDOF w Syrii, po czym po misji objął stanowisko szefa wydziału ds. wizyt zagranicznych Dowództwa Krakowskiego Okręgu Wojskowego. Od kwietnia 1993 był szefem logistyki misji pokojowej ONZ na Saharze Zachodniej. W marcu 1994 został wyznaczony na dowódcę 6 Brygady Desantowo-Szturmowej. W 1996 został mianowany na stopień generała brygady. Od listopada 1996 współtworzył 25 Dywizję Kawalerii Powietrznej w Tomaszowie Mazowieckim. W latach 1999–2002 był szefem Pionu Szkolenia i Ćwiczeń w Dowództwie Sojuszniczych Sil Zbrojnych NATO w Europie (SHAPE). W 2002 objął stanowisko zastępcy dowódcy 3 Międzynarodowego Korpusu Armijnego w Turcji. W 2002 został mianowany na stopień generała dywizji. W pierwszym półroczu 2004 był dowódcą II zmiany Wielonarodowej Dywizji Sił Stabilizacyjnych (MND CS) w Iraku. Z dniem 1 lipca 2004 objął dowództwo nad 2 Korpusem Zmechanizowanym w Krakowie, gdzie pełnił służbę do 2007. 15 sierpnia 2004 został mianowany na stopień generała broni, a w 2010 na stopień generała. W latach 2007–2014 pełnił służbę na różnych stanowiskach, w tym zastępcy dowódcy strategicznego NATO ds. transformacji. 3 lutego 2014 minister obrony narodowej Tomasz Siemoniak pożegnał go w związku z zakończeniem zawodowej służby wojskowej.
Członek Stowarzyszenia Euro-Atlantyckiego w Warszawie oraz w Waszyngtonie.
Profesor wizytujący Kolegium Obrony (ang. Defense College) NATO w Rzymie oraz Narodowego Uniwersytetu Obrony (ang. National Defence University) w Waszyngtonie. Autor wielu opracowań i publikacji na temat bezpieczeństwa i obronności. Specjalista z zakresu wojsk powietrznodesantowych i sił specjalnych. 10 listopada 2010 awansowany przez Prezydenta Rzeczypospolitej Polskiej na stopień generała. Jest członkiem sekcji spadochronowej Wojskowego Klubu Sportowego „Wawel” w Krakowie. Jest również bratem honorowym Bractwa Kurkowego w Krakowie. Od 2014 jest także Honorowym Obywatelem Gminy Strzelce Opolskie. Uprawia windsurfing i snowboard, jeździ na nartach, gra w tenisa ziemnego i stołowego. Specjalizuje się w bezpieczeństwie międzynarodowym oraz strategii wojskowej. Jest autorem wielu podręczników, książek i artykułów z tej dziedziny. Biegle włada językiem angielskim i rosyjskim. Interesuje się literaturą, historią i sportem. Był aktywnym mieszkańcem Zelkowa Otrzymał tytuł Małopolanina Roku 2022. 3 marca 2015 został zatrzymany w Krakowie przez policję za jazdę po alkoholu. Badanie alkomatem wykazało 1,3 promila. W maju 2015 krakowski sąd wymierzył mu grzywnę 8,5 tys. zł oraz zabronił na rok prowadzenia pojazdów mechanicznych.

## Pełnione stanowiska
- 1990–1991: zastępca dowódcy – szef grupy dowodzenia w PKW Syria – POLLOG
- 1991–1992: dowódca tego kontyngentu
- 1993: szef logistyki w Polskiej Misji Pokojowej ONZ w Saharze Zachodniej
- 1994–1997: dowódca 6 Brygady Powietrznodesantowej w Krakowie[14]
- 1998–1999: dowódca Brygady Nordycko-Polskiej SFOR w Bośni i Hercegowinie.
- 1999: szef Pionu Szkolenia i Ćwiczeń Kwatery Głównej Sojuszniczych Sił Zbrojnych NATO w Europie (SHAPE) w Mons
- 2002: zastępca dowódcy 3 Międzynarodowego Korpusu Armijnego NATO, z dowództwem na terenie Turcji
- od stycznia do lipca 2004: dowódca Wielonarodowej Dywizji Centrum-Południe/PKW Irak
- od sierpnia 2004 do sierpnia 2007: dowódca 2 Korpusu Zmechanizowanego
- od stycznia 2007 do lipca 2007: doradca Ministra Obrony Narodowej Afganistanu
- 12 grudnia 2007: po 38 latach noszenia munduru, gen. broni dr Mieczysław Bieniek zakończył służbę w Wojskach Lądowych. Uroczystość pożegnania odbyła się w Dowództwie Wojsk Lądowych[15].
- od 2007 do marca 2009: doradca Ministra Obrony Narodowej Polski.
- 20 kwietnia 2009: objął stanowisko Polskiego Przedstawiciela Wojskowego przy Komitetach Wojskowych NATO i UE[16].
- 29 września 2010: objął oficjalnie funkcję wiceszefa w Sojuszniczym Dowództwie Transformacyjnym NATO w Norfolk w Wirginii, zastępując na tym stanowisku włoskiego admirała Luciano Zappatę[17].
- 4 września 2013: koniec sprawowania funkcji zastępcy dowódcy strategicznego NATO[2]
- 31 stycznia 2014: zakończenie 45-letniej służby w Siłach Zbrojnych

## Awanse
- podporucznik
- porucznik
- kapitan (1979)
- major
- podpułkownik
- pułkownik (1993)
- generał brygady (1996)
- generał dywizji (2002)[18]
- generał broni (2004)[19]
- generał (2010)[8]

## Ordery i odznaczenia
- Krzyż Komandorski Orderu Odrodzenia Polski – 2004[20]
- Krzyż Oficerski Orderu Odrodzenia Polski – 2003[21]
- Krzyż Kawalerski Orderu Odrodzenia Polski – 1999[22]
- Złoty Krzyż Zasługi
- Gwiazda Afganistanu – 2014[23]
- Złoty Medal „Siły Zbrojne w Służbie Ojczyzny”
- Srebrny Medal „Siły Zbrojne w Służbie Ojczyzny”
- Brązowy Medal „Siły Zbrojne w Służbie Ojczyzny”
- Złoty Medal „Za zasługi dla obronności kraju”
- Srebrny Medal „Za zasługi dla obronności kraju”
- Brązowy Medal „Za zasługi dla obronności kraju”
- Odznaka Instruktora Spadochronowego Wojsk Powietrznodesantowych
- Odznaka pamiątkowa SG WP
- Odznaka pamiątkowa 25 BKPow
- Odznaka pamiątkowa 2 KZ
- Odznaka honorowa „Husarz Polski” (nr 3) – 2005
- Odznaka „Honoris Gratia” – 2007[24]
- Medal Pamiątkowy Wielonarodowej Dywizji Centrum-Południe w Iraku
- Odznaka „Za wierną służbę pod sztandarami” – Bułgaria
- Odznaka Instruktora Spadochronowego 1 Klasy – Bułgaria
- Gran Cruz del Mérito Militar con distintivo blanco – Hiszpania, 2009[25]
- Bronze Star – Stany Zjednoczone
- Master Army Parachutist Badge(inne języki) – Stany Zjednoczone
- Military Free Fall Parachutist Badge(inne języki) – Stany Zjednoczone
- Sojusznicza Odznaka Długoletniej Służby (Szövetségért Szolgálati Jel) – Węgry
- Parachute Badge with Wings(inne języki) – Wielka Brytania
- Medal NATO za misję SFOR
- Medal ONZ za misję UNDOF (z cyfrą 4)
- Medal ONZ za misję MINURSO (z cyfrą 2)